# Jerjes de Armenia

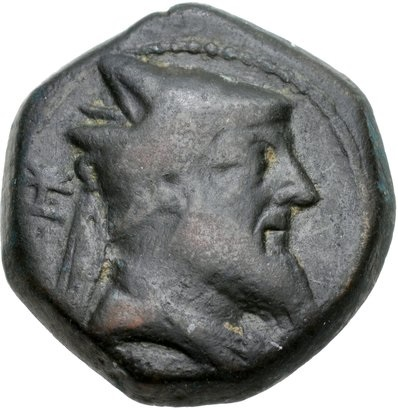
Moneda de Jerjes de Armenia (220 BC)

Jerjes  (en armenio Շավարշ, [Šavarš] ; en griego Ξέρξης, [Jerjes]; en persa antiguo Ḫšayāršā), hijo putativo de Arsames I de Armenia, fue un rey de Armenia de la dinastía oróntida de finales del siglo III a. C.

## Orígenes
Aunque no haya pruebas indiscutibles, Cyrille Toumanoff estima «que es difícil sustraerse a la impresión de que Jerjes era hijo de Arsames» en la medida en que bajo su reinado controló Arsamosata, la capital que su predecesor había fundado. Además, Jerjes tuvo que renovar el tributo y aceptar el vasallaje que había sido impuesto a Arsames por Seleuco II Calinico.

## Biografía
En la primavera del 212 a. C., Jerjes estando asediado en su capital Arsamosate, consiguió abandonarla pero tuvo que someterse al seléucida Antíoco III el Grande, y fue obligado a reconocer su soberanía, y a pagarle un tributo de 300 talentos, de 1000 caballos y de 1000 potros, y de esposar a una de sus hermanas, Antióquide.
Jerjes fue asesinado por su esposa cuando esta supo que iba a traicionar a su hermano. Según Cyrille Toumanoff, le sucedieron sus dos hermanos putativos Abdisares y Orontes IV; a continuación Armenia estuvo bajo la autoridad de los estrategos Artaxias y Zariadris, que tal vez fueran oróntidas.
Jerjes es conocido igualmente por una moneda que representa en el anverso el busto del rey que lleva una tiara puntiaguda y en el reverso figura la leyenda en griego «ΒΑΣΙΛΕΩΣ  ΞΕΡΞΟΥ» (Basileos Jerjes) con la diosa Atenea de pie coronando el nombre de Jerjes.

## Poseridad
Cyrille Toumanoff emite la hipótesis de que Jerjes fuera el padre de Ptolomeo de Comagene, gobernador y después rey de Comagene